# Nós-Unidade Popular
Nós-Unidade Popular (Nós-UP) (Nosotros-Unidad Popular en castellano) fue una organización política de izquierda socialista que propugnaba la independencia de Galicia con respecto a España desde un punto de vista socialista.

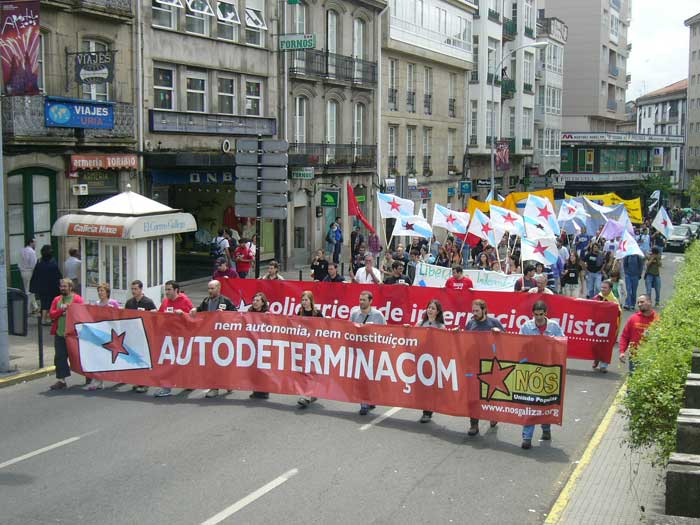
Manifestación de Nós-UP en el Día Nacional de Galicia de 2005.

Fuera de Galicia mantuvieron relaciones con la izquierda abertzale del País Vasco, la CUP catalana o Puyalón de Cuchas, partido independentista de Aragón.
Según figuraba en su página web, Nós-UP tenía implantación en Santiago de Compostela, La Coruña, Lugo, Orense, Vigo, Pontevedra, así como en otras comarcas gallegas. También aseguraba tener implantación en El Bierzo, territorio que, pese a estar integrado en la comunidad autónoma de Castilla y León, el nacionalismo gallego reclama como parte de la "nación gallega" al haber estado incluido en el Reino de Galicia hasta la división provincial de Javier de Burgos en 1833, habiendo en la actualidad zonas en las que aún se habla y se enseña el gallego en la educación primaria y secundaria.

## Trayectoria
Nós-UP se formó en 2001 con la unión de Assembleia da Mocidade Independentista (en castellano Asamblea de la Juventud Independentista, AMI), el colectivo comunista Primeira Linha (proveniente del BNG) y otras organizaciones de la izquierda independentista gallega.
En 2004 se presentaron a las elecciones al Parlamento Europeo, obteniendo 1.331 votos en Galicia (0,12%) (2.516 votos en toda España), y en 2005 se presentaron a las elecciones autonómicas gallegas obteniendo 1.749 votos (0,1%). Sus resultados en las autonómicas de 2009 fueron incluso peores, obteniendo 1.510 votos (0,09%). Actualmente carecen de representación institucional.

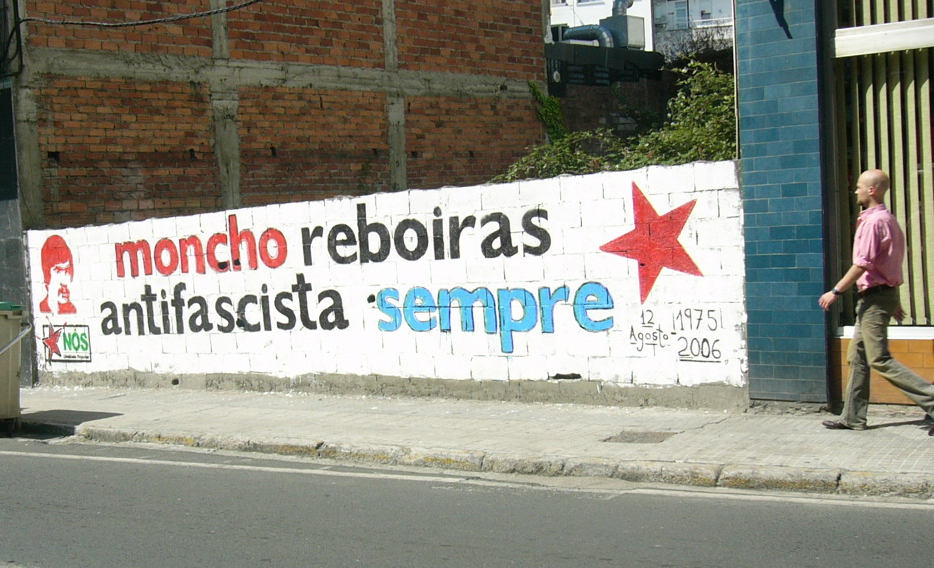
Mural realizado por Nós-UP en Ferrol dedicado a Xosé Ramón Reboiras.

En 2005 llevaron a cabo una campaña de retiro de la simbología franquista de Galicia, entregándole a la Junta de Galicia todos los objetos relacionados con la dictadura. Durante la realización de esta campaña algunos militantes de la organización fueron detenidos por destrucción del patrimonio público. Ese mismo año también se desvinculó del proyecto de Nós-UP la militancia de AMI.
El 8 de febrero de 2009 miembros de Nós-UP protagonizaron incidentes durante una manifestación en Santiago de Compostela de la asociación Galicia Bilingüe tras un intento de boicot y contramanifestación a esta, que se saldó en enfrentamientos con la Policía y con 10 detenidos, entre ellos el entonces líder de Nós-UP Carlos Morais, más tarde puestos en libertad. Posteriormente Nós-UP manifestó su intención de hacer una petición de ilegalización de Galicia Bilingüe alegando que la organización "alienta al odio étnico" contra los gallegos.

## Primeira Linha, el "corazón" de Nós-UP
Primeira Linha (en español:Primera Línea) es una organización política comunista perteneciente al Movimiento de Liberación Nacional Gallego (MLNG), que fue una de los componentes fundadores de Nós-UP. Apoyan la independencia de Galicia, considerando no solo la actual comunidad autónoma, sino también las Tierras del Eo-Navia y el valle del Ibias (en Asturias) y las zonas gallegoparlantes situadas en El Bierzo y Sanabria (en Castilla y León). Fue fundada el 1 de mayo de 1996 y su periódico trimestral se denomina Abrente.
Su nacimiento tuvo lugar en una etapa marcada por el fracaso de los regímenes comunistas de Europa del Este, con el objetivo de organizar la corriente independentista y comunista existente en el interior del BNG. Permanecía en el interior de la coalición nacionalista como corriente no reconocida por la dirección, y en permanente conflicto con la corriente hegemónica, la Unión do Povo Galego (UPG). En esa etapa, la militancia de Primeira Linha trabajaba en el seno de movimientos sociales gallegos como el antimilitarista (ANA-ANOC) y el estudiantil (CAF), entre otros. En 1998 Primeira Linha realizó su I Congreso, pero ante las conflictos en el seno del BNG, resolvieron abandonarlo en 1999, después de un Congreso Extraordinario en que esa decisión fue aprobada mayoritariamente, pero no de manera unánime.

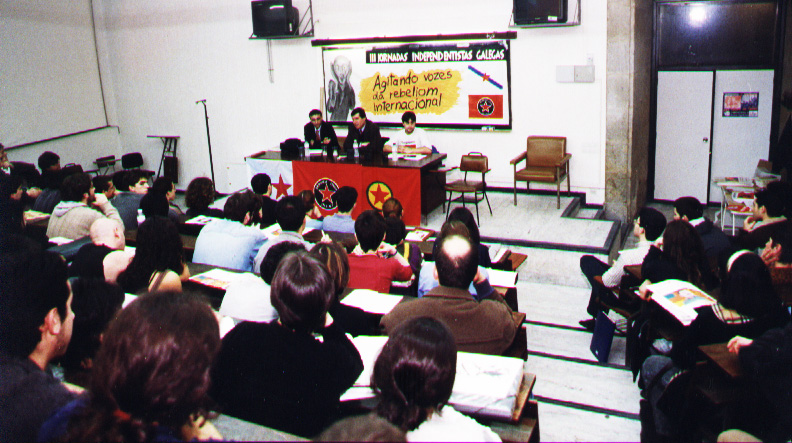
Imagen de las III Jornadas Independentistas Galegas organizadas por Primeira Linha en Santiago de Compostela en marzo de 1999.

Este Congreso también decidió impulsar una política de unidad de acción con los otros sectores independentistas existentes fuera del BNG, principalmente la AMI y la Frente Popular Galega (FPG, Frente Popular Gallego), con el objetivo estratégico de la confluencia orgánica. Una denominada "Comisión Nacional Unitaria de la Izquierda Independentista" promovió un proceso unitario que se rompió en 2000, debido a las diferentes expectativas de cada organización participante. Ese año, la militancia de Primeira Linha participó en la creación de "Assembleias Populares Comarcais" (Asambleas Populares Comarcales), precedentes del que sería el Proceso Espiral, que llevó a la creación, en 2001, de Nós-UP, con el apoyo y participación de la propia Primeira Linha, de AMI y de las referidas "Assembleias Populares Comarcais".

### El modelo de socialismo de Primeira Linha
En 2002 Primeira Linha llevó a cabo su III Congreso, que sirvió para la definición del modelo teórico de socialismo propugnado por el partido, así como para afirmar "la imprescindible composición y dirección obrera del MLNG", rechazando la tradicional fórmula interclasista de las organizaciones nacionalistas gallegas anteriormente creadas. Primeira Linha afirma que "la morfología de clases en Galicia es más semejante a las sociedades del capitalismo avanzado que a las del llamado Tercer Mundo". Más allá de sus principios marxistas y su defensa del modelo leninista de partido, Primeira Linha no revindicaba su encuadramiento en ninguna de las "familias" comunistas tradicionales, buscando una aplicación creativa y sintética del marxismo acuerdo con las particularidades de Galicia.

## Evolución del voto de Nós-UP
En 2004 se presentaron a las elecciones al Parlamento Europeo, obteniendo 1.331 votos en Galicia (0,12%) (2.516 votos en toda España), y en 2005 se presentaron a las elecciones autonómicas gallegas obteniendo 1.749 votos (0,1%). Sus resultados en las autonómicas de 2009 fueron incluso peores, obteniendo 1.510 votos (0,09%). Actualmente carece de representación institucional.
| Elecciones                                  | Votos | %    | Diputado(s) |
| ------------------------------------------- | ----- | ---- | ----------- |
| Elecciones al Parlamento de Galicia de 2005 | 1.749 | 0.11 | 0           |
| Elecciones al Parlamento de Galicia de 2009 | 1.510 | 0.09 | 0           |

## Disolución
El 25 de julio de 2015, en el marco de su VIII Asamblea Nacional y tras una evaluación crítica generalizada por parte de la militancia donde se ponía en entredicho la utilidad como herramienta política del partido, la formación se disolvía oficialmente al considerar agotado el ciclo político iniciado 14 años atrás. Esta disolución se llevaba a cabo nueve meses después de que la organización juvenil Assembleia da Mocidade Independentista (AMI), ligada estrechamente a este partido político, apostara igualmente por su propia disolución.